# بخش مرکزی شهرستان فردوس
بخش مرکزی شهرستان فردوس به مرکزیت شهر فردوس، یکی از بخش‌های تشکیل‌دهندهٔ شهرستان فردوس است.
تا سال ۱۳۳۹، بخش مرکزی در کنار بخش‌های طبس و بشرویه، بخش‌های تشکیل‌دهنده شهرستان فردوس بودند. در تیرماه سال ۱۳۳۹ همزمان با جدا شدن بخش طبس از شهرستان فردوس و ارتقاء آن به یک شهرستان مستقل، بخش سرایان نیز از بخش مرکزی (بخش حومه در آن زمان) جدا شده و به یک بخش مستقل تبدیل شد.
پس از جداشدن بخش‌های سرایان و بشرویه از شهرستان فردوس و ارتقاء آنها به شهرستان‌های مستقل، تا ۱۲ سال، بخش مرکزی به مرکزیت شهر اسلامیه تنها بخش تشکیل‌دهندهٔ شهرستان فردوس بود. مطابق مصوبه هیئت وزیران در اردیبهشت ۱۳۹۶ بخش مرکزی شهرستان فردوس به بخش اسلامیه تغییر نام داده شد. در اردیبهشت ۱۳۹۹، بخش مستقل اسلامیه شامل دهستان‌های باغستان و برون و شهر اسلامیه تشکیل شد و از بخش مرکزی جدا شد. در حال حاضر بخش مرکزی شهرستان فردوس، شامل شهر فردوس و دهستان حومه می‌باشد.

## تقسیمات کشوری
این بخش، از یک دهستان به نام دهستان حومه و یک نقطه شهری فردوس تشکیل شده‌است.
جمعیت بخش مرکزی شهرستان فردوس در سال ۱۳۹۰، ۴۱٬۶۲۶ نفر و در سرشماری سال ۱۳۹۵، ۴۵٬۵۲۳ نفر بوده‌است. پس از جدا شدن بخش اسلامیه، جمعیت محدوده کنونی بخش مرکزی شهرستان فردوس بر اساس سرشماری سال ۱۳۹۵، ۳۱٬۲۵۶ نفر است که از این تعداد، ۲۸٬۶۹۵ در شهر فردوس و ۲٬۵۶۱ نفر در روستاها ساکن هستند.